# A926 road
Die A926 road ist eine A-Straße in den schottischen Council Areas Angus und Perth and Kinross.

## Verlauf
Die Straße beginnt als Abzweigung von der A932 (Forfar–Friockheim) westlich des Zentrums von Forfar. Nach wenigen hundert Metern kreuzt die aus Perth kommende A94. Die Forfar im Norden verlassende A926 überführt die A90 (Edinburgh–Fraserburgh) und ist über Auffahrten mit dieser verbunden. Sie führt in westlicher Richtung durch eine dünnbesiedelte Region von Angus und bindet mit Padanaram und Maryton zwei Weiler an das Straßennetz an. Nach rund zehn Kilometern erreicht die A926 mit Kirriemuir die nächste größere Ortschaft. Dort kreuzt die aus Süden kommende A928.
Nach Südwesten abknickend führt die Straße durch die Weiler Westmuir und Craigton. Bei Ruthven quert sie den Fluss Isla und gelangt schließlich nach Perth and Kinross. Dort tangiert sie die Ortschaft Alyth und erreicht schließlich Blairgowrie and Rattray. Dort endet die A926 nach einer Gesamtlänge von 32,8 km durch Einmündung in die A93 (Perth–Aberdeen).